# Hush (сингл-альбом)
Hush — второй сингл-альбом южнокорейской гёрл-группы EVERGLOW. Альбом был выпущен в цифровом и физическом виде 19 августа 2019 года Yuehua Entertainment. Сингл содержит три трека, в том числе ведущий сингл «Adios».

## Предпосылки и релиз
4 августа стало известно, что Everglow вернуться 19 августа со своим вторым сингловым альбомом Hush.
Концептуальные фото были выпущены с 6 по 8 августа. Трек-лист был выпущен 11 августа, показав три трека «Hush», заглавный трек «Adios» и «You Don’t Know Me».
Тизер музыкального видео был выпущен 14 августа, а полное музыкальное видео было выпущено 19 августа вместе с альбомом. За пять дней видеоклип набрал более 35 миллионов просмотров.

## Промоушен
Everglow шоукейс 19 августа, где они исполнили «Adios» вместе с «You Don’t Know Me».
Группа начала продвигать свой заглавный трек «Adios» 22 августа. Сначала они исполнили ведущий сингл на M Countdown, а затем выступили на Music Bank, Show! Music Core и Inkigayo.
24 сентября 2019 года Everglow выиграли свою первую награду на музыкальной программе The Show.

## Коммерческий успех
Hush дебютировал под номером пять в чарте альбомов Gaon. Песни «Adios», «Hush» и «You Don’t Know Me» дебютировали на 2-й, 8-й и 10-й строчках в Billboard World Digital Songs.
За пять дней было продано 5,837 копий альбома.

## Трек-лист
| №                   | Название            | Текст песни         | Музыка                                                   | Arrangement              | Длительность |
| ------------------- | ------------------- | ------------------- | -------------------------------------------------------- | ------------------------ | ------------ |
| 1.                  | «Hush»              | Lee Bo-ra, 72       | Melanie Fontana, Lena Leon, Michel “Lindgren” Schulz, 72 | Michel “Lindgren” Schulz | 2:44         |
| 2.                  | «Adios»             | Seo Ji-eum, 72      | Olof Lindskog, Hayley Aitken, Gavin Jones, 72            | Ollipop                  | 3:09         |
| 3.                  | «You Don't Know Me» | Kang Jung-ah, 72    | Olof Lindskog, Ludwig Lindell, Hayley Aitken, 72         | Ollipop, Ludwig Lindell  | 3:09         |
| Общая длительность: | Общая длительность: | Общая длительность: | Общая длительность:                                      | Общая длительность:      | 9:02         |

## Чарты
| Чарты (2019)            | Высшая позиция |
| ----------------------- | -------------- |
| Республика Корея (Gaon) | 5              |

## Награды и номинации
| Критик/Публицист | Лист                                  | Песня   | Ранг | Ссылка |
| ---------------- | ------------------------------------- | ------- | ---- | ------ |
| Dazed            | Топ 20 лучших K-pop песен 2019        | «Adios» | 19   | [ 8 ]  |
| BuzzFeed         | 30 лучших K-pop песен 2019 года       | «Adios» | 5    | [ 9 ]  |
| BuzzFeed         | 30 лучших K-pop видеоклипов 2019 года | «Adios» | 30   | [ 10 ] |

### Музыкальные программы
| Программы          | Дата              | Ссылка |
| ------------------ | ----------------- | ------ |
| The Show (SBS MTV) | 24 сентября, 2019 | [ 11 ] |

## История релиза
| Регион           | Дата                 | Формат                        | Дистрибьютор                     |
| ---------------- | -------------------- | ----------------------------- | -------------------------------- |
| Мир              | 19 августа 2019 года | Цифровая дистрибуция стриминг | Yuehua Entertainment Stone Music |
| Республика Корея | 19 августа 2019 года | Цифровая дистрибуция стриминг | Yuehua Entertainment Stone Music |
| CD               | 19 августа 2019 года |                               | Yuehua Entertainment Stone Music |